# Vanetina
Vanetina je naselje v Občini Cerkvenjak.